# فيل فوكس
فيل فوكس (بالإنجليزية: Phil Fox)‏ هو لاعب هوكي الجليد أمريكي، ولد في 17 أغسطس 1985 في ستيلووتر في الولايات المتحدة.

## وصلات خارجية
- فيل فوكس على موقع دوري الهوكي الوطني (الإنجليزية)
- فيل فوكس على موقع EliteProspects.com (الإنجليزية)
- فيل فوكس على موقع HockeyDB.com (الإنجليزية)